# Atletica leggera ai Giochi della XI Olimpiade - 3000 metri siepi
La competizione dei 3000 metri siepi di atletica leggera ai Giochi della XI Olimpiade si è disputata nei giorni 3 e 8 agosto 1936 allo Stadio Olimpico di Berlino.

## L'eccellenza mondiale
| Primatista mondiale      | 9'08”2 1936 | Harold Manning   | Presente |
| Secondo tempo stagionale | 9'13”9      | Joseph McCluskey | Presente |
| Record olimpico: 1928    | 9'21”8      | Toivo Loukola    | Assente  |

Ai Trials di New York, che si tengono due mesi prima dei Giochi, Harold Manning stabilisce il nuovo record del mondo.

A Berlino deve vedersela con il campione uscente, il finlandese Iso-Hollo.

## Risultati

### Turni eliminatori
| 3 Batterie | 3 agosto | 9 + 9 + 10     | Si qualificano i primi 4. |
| Finale     | 8 agosto | 12 concorrenti |                           |

### Batterie
| Pos. | Atleta            | Nazione        | Tempo  |
| ---- | ----------------- | -------------- | ------ |
| 1    | Alfred Dompert    | Germania       | 9'27"2 |
| 2    | Martti Matilainen | Finlandia      | 9'28"4 |
| 3    | Voldemārs Vītols  | Lettonia       | 9'28"8 |
| 4    | Glen Dawson       | Stati Uniti    | 9'29"2 |
| 5    | Tom Evenson       | Gran Bretagna  | 9'41"2 |
| 6    | Harry Ekman       | Svezia         | 9'43"2 |
| 7    | Bedřich Hošek     | Cecoslovacchia |        |
| 8    | Giuseppe Lippi    | Italia         |        |
| 9    | Roger Cuzol       | Francia        |        |

| Pos. | Atleta            | Nazione        | Tempo   |
| ---- | ----------------- | -------------- | ------- |
| 1    | Volmari Iso-Hollo | Finlandia      | 9'34"0  |
| 2    | Harold Manning    | Stati Uniti    | 9'34"8  |
| 3    | Willi Heyn        | Germania       | 9'41"2  |
| 4    | Harry Holmqvist   | Svezia         | 9'44"4  |
| 5    | Jenő Szilágyi     | Ungheria       | 9'53"4  |
| 6    | Oscar Van Rumst   | Belgio         | 10'05"0 |
| 7    | René Desroches    | Francia        |         |
| 8    | Václav Hošek      | Cecoslovacchia |         |
| 9    | Tetsuo Imai       | Giappone       |         |

| Pos. | Atleta            | Nazione        | Tempo   |
| ---- | ----------------- | -------------- | ------- |
| 1    | Kaarlo Tuominen   | Finlandia      | 9'40"4  |
| 2    | Joe McCluskey     | Stati Uniti    | 9'45"2  |
| 3    | Roger Rérolle     | Francia        | 9'50"6  |
| 4    | Lars Larsson      | Svezia         | 9'52"4  |
| 5    | James Ginty       | Gran Bretagna  | 9'56"6  |
| 6    | Hideo Tanaka      | Giappone       | 10'00"4 |
| 7    | Bruno Betti       | Italia         |         |
| 8    | Josef Hušek       | Cecoslovacchia |         |
| 9    | Ladislaus Simacek | Austria        |         |
| -    | Hans Raff         | Germania       | Rit.    |

### Finale

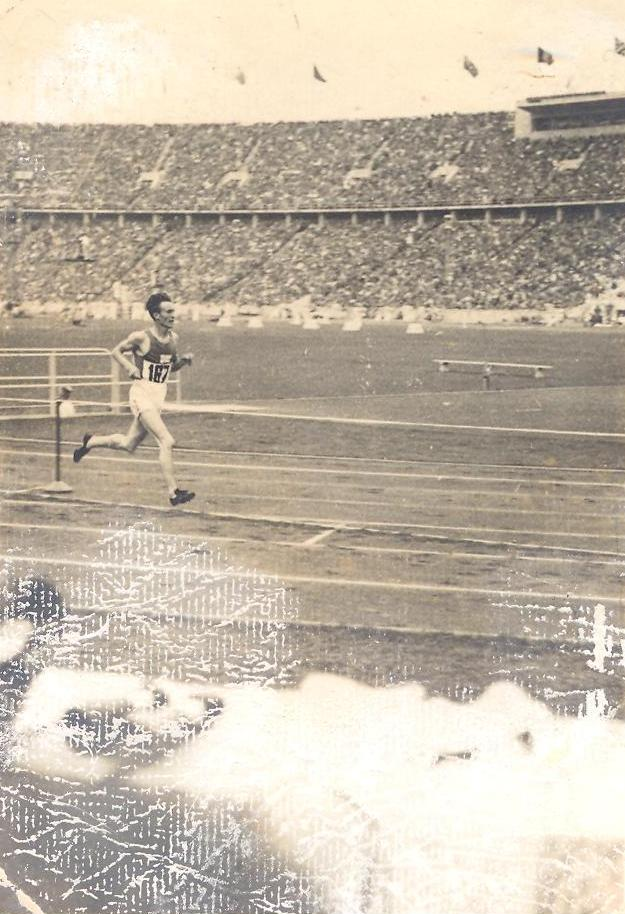
Volmari Iso-Hollo

La gara non ha storia: Volmari Iso-Hollo è quasi sempre in testa e vince con tre secondi di vantaggio abbassando il record del mondo di ben 5 secondi. Giunge secondo il connazionale Tuominen, nonostante una curiosa caduta a testa in giù nella fossa d'acqua durante il primo giro.

Manning conclude al quinto posto.
Il record di Iso-Hollo non è omologato poiché l'IAAF non ha ancora istituito la lista ufficiale dei 3000 siepi. L'altezza delle barriere e la distanza tra esse variano ancora da pista a pista. Questo ritardo verrà colmato solamente nel 1954.
| Pos.    | Atleta            | Età | Nazione     | Tempo  |
| ------- | ----------------- | --- | ----------- | ------ |
| Oro     | Volmari Iso-Hollo | 29  | Finlandia   | 9'03"8 |
| Argento | Kaarlo Tuominen   | 28  | Finlandia   | 9'06"8 |
| Bronzo  | Alfred Dompert    | 21  | Germania    | 9'07"2 |
| 4       | Martti Matilainen | 28  | Finlandia   | 9'09"0 |
| 5       | Harold Manning    | 27  | Stati Uniti | 9'11"2 |
| 6       | Lars Larsson      | 25  | Svezia      | 9'16"6 |
| 7       | Voldemārs Vītols  | 25  | Lettonia    | 9'18"8 |
| 8       | Glen Dawson       | 30  | Stati Uniti | 9'21"1 |
| 9       | Willi Heyn        | 25  | Germania    | 9'26"4 |
| 10      | Joe McCluskey     | 25  | Stati Uniti | 9'29"4 |
| 11      | Roger Rérolle     | 27  | Francia     | 9'40"8 |
| -       | Harry Holmqvist   | 28  | Svezia      | Rit.   |